# Chiesa di San Leonardo (Avio)
La chiesa di San Leonardo, o chiesa di San Leonardo in Sarnis, è un'antica chiesa di Borghetto sull'Adige, frazione di Avio in Trentino. Risale forse al VI secolo.

## Storia

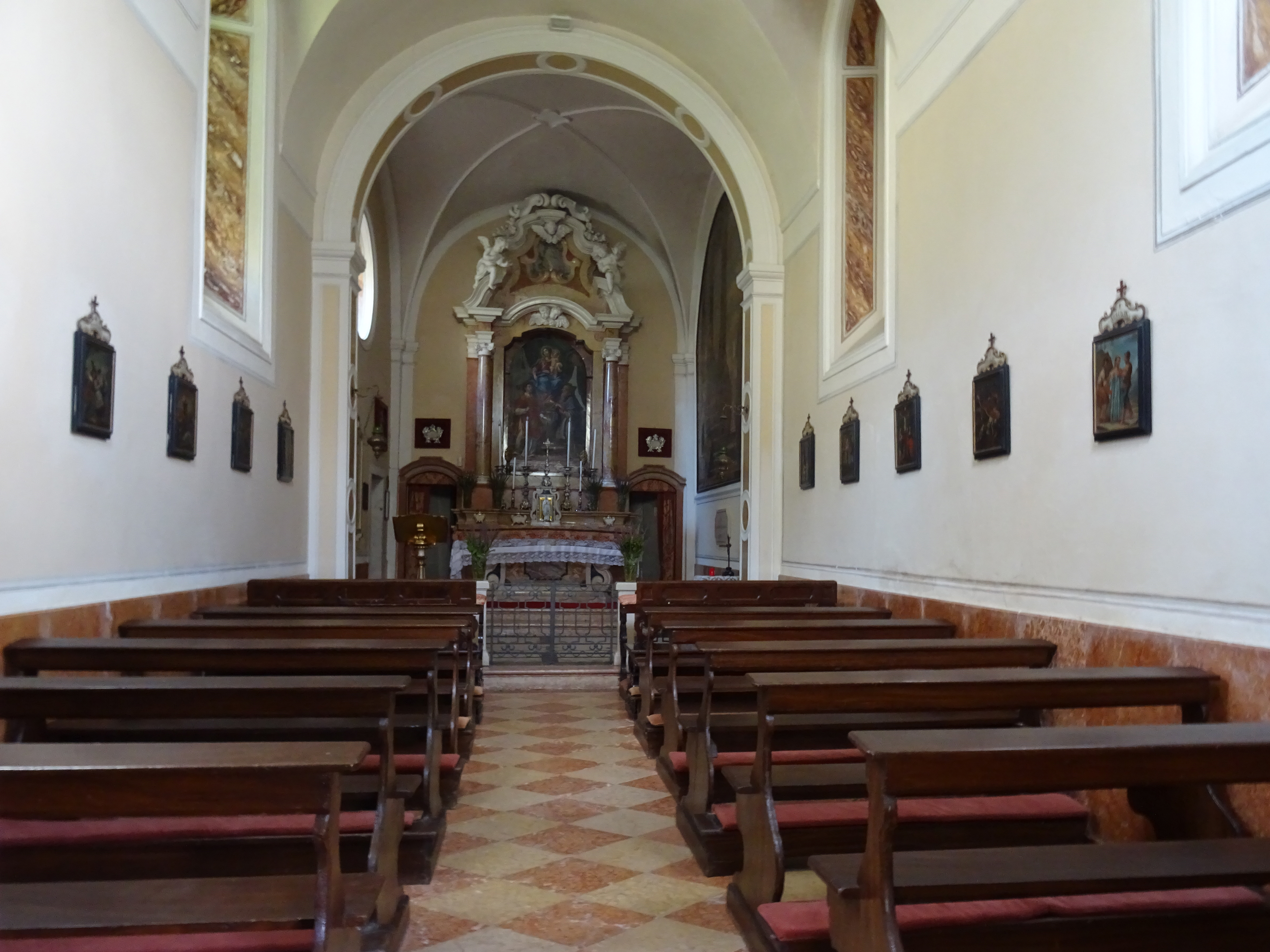
Interno

Secondo alcune fonti nella chiesa si sarebbero celebrate le nozze tra Teodolinda (da quel momento regina d'Italia e dei Longobardi) e il terzo re longobardo Autari nel maggio del 589, dopo il loro primo incontro in un altro luogo di culto, la chiesa di San Pietro in Bosco poco più a nord in direzione di Trento, lungo la via Claudia Augusta.
La prima documentazione scritta ufficiale riferita all'ospedale di San Leonardo in Sarnis risale al 1202 quando il principe vescovo di Trento Corrado di Beseno fece riferimento all'esistenza del luogo definendolo "Hospitale de Sarnis". Sulla fondazione della chiesa le informazioni sono più scarse, ma sembra accertato chiesa ed ospedale fossero uniti e che dal 1215 il complesso fosse gestito dai Crocigeri. Federico Vanga concesse a Lanfranco, monaco dei Cruciferi, la sua gestione assicurandosi così il controllo diretto di quella parte della sua diocesi da sempre contesa anche sul piano delle possibili pretese feudatarie da Verona.
Sino a pochi anni prima la zona era stata controllata dal veronese Tebaldo Turrisendi di Ossenigo che tuttavia nel 1211 venne sconfitto dal podestà di Verona e vide il suo castello distrutto, e non poté opporsi al disegno di Vanga. Che poi l'intera area fosse legata, anche per la decima, alla curia trentina rimane documentato dalla vendita a Guglielmo da Castelbarco avvenuta quasi un secolo dopo, nel 1303.
Durante il primo conflitto mondiale la chiesa era ormai proprietà della famiglia Gresti di Ala e la marchesa Gemma de Gresti, consorte del proprietario Tullo Guerrieri Gonzaga, a partire dal 1914, si mosse in aiuto dei numerosi militari di lingua italiana che combattendo con l'impero austro-ungarico erano stati fatti prigionieri in Russia. La sua azione salvò molti di loro.
I Gresti avevano fatto costruire nelle immediate vicinanze della chiesa una villa, poi chiamata villa Guerrieri Gonzaga, che fu testimone dell'avvicendarsi, poco dopo lo scoppio del conflitto, di vari comandi delle truppe italiane che vi si installarono e poi, nell'ottobre del 1918, i pleniponteziari austriaci concordarono qui il trattato di resa all'Italia che sarebbe poi stato firmato a Villa Giusti nel mese di novembre. Gli ufficiali austriaci, per arrivare a Borghetto, scesero da passo Buole attraverso la stretta gola dominata dall'alto dal santuario di San Valentino.

## Descrizione
La chiesa è di piccole dimensioni, con una facciata in stile neoclassico. Quattro lesene stanno ai lati del portale principale e sorreggono il frontone triangolare. Ai lati del portale due epigrafi ricordano la marchesa Gemma Guerrieri Gonzaga. Della chiesa primitiva rimane il presbiterio originale, del XII secolo, all'interno, che è a navata unica.
La pala di San Leonardo è attribuita ad Antonio Gresta.